# Geneviève Page
Geneviève Page, születési nevén Geneviève Anne Marguerite Bonjean  (Párizs 16. kerülete, 1927. december 13. – Párizs, 2025. február 14.) francia színpadi és filmszínésznő.

## Élete

### Származása, tanulmányai
Geneviève Bonjean néven született Párizsban, nagypolgári családban. Édesapja Jacques-Paul Bonjean műgyűjtő és műkereskedő  (1899–1990), a XVII. századi francia képzőművészet tárgyak és bútorok specialistája. Édesanyja Germaine-Catherine Lipmann, a Lip óragyár örökösnője. Egy bátyja volt, Michel-Georges-Claude (*1926). Keresztapja Christian Dior lett.
A párizsi Racine Gimnáziumban tanult. Tania Balachovánál vett színjátszó órákat, majd elvégezte a párizsi állami színiakadémiát (Conservatoire national supérieur d’art dramatique).

### Színészi pályája
A Comédie-Française színpadán debütált, majd átment a párizsi Népszínházhoz (Théâtre national populaire, TNP) ahol többek között Gérard Philipe mellett játszott Musset két romantikus színművében, a Lorenzaccióban és a Marianne szeszélyeiben. Pályáját a párizsi Odéon Színházban folytatta, játszott Claudel Selyemcipőjében, Racine Andromakhéjában és Shakespeare Vízkereszt, vagy amit akartok vígjátékában, és más hasonló klasszikus repertoár-darabokban.
Az első mozifilm, amelyben szerepelt, önmagát alakítva, a Ce siècle a cinquante ans című 1950-es olasz–francia dokumentarista film volt, melyet Denise Tual, Roland Tual és Werner Malbran rendezett a 20. század nagy irodalmi és színpadi személyiségeiről. Ugyanebben az évben kapta első játékfilmes mellékszerepét, a Pas de pitié pour les femmes című misztikus thrillerben. 1952-ben Gina Lollobrigida és Gérard Philipe mellett Pompadour márkinőt alakította a a Királylány a feleségem című kalandfilm-vígjátékban.
Az 1950-es évek közepétől amerikai filmesek hívták szerepelni. Karakterének megfelelően főleg Kifinomult európai szépségeket és méltóságteljes hercegnőket alakított, például Sheldon Reynols rendező Külügyi intrikák című bűnügyi kalandfilmjében, Robert Mitchum oldalán. Charles Vidor és George Cukor 1960-as romantikus zenés filmjében, a Song Without End-ben, ahol Marie d’Agoult grófnét alakította, a Liszt Ferencet játszó Dirk Bogarde partnerét, majd Anthony Mann rendező 1961-es monumentális El Cid történelmi kalandfilmjéhez, ahol Urraca hercegnő szerepében játszott Charlton Heston mellett. 1964-ben Delmer Daves rendező főszerepet adott neki Youngblood Hawke című melodrámájában, de a film megbukott. 
1966-ban Jean-Paul Belmondóval együtt szerepelt Jean Becker rendező Kedves csirkefogó című komédiájában. Luis Buñuel 1967-es A nap szépe című stürrealista horrorjában Page nagy tehetséggel játszotta el a dörzsölt és gátlástalan bordélyház-vezetőt, Madame Anaïst, majd Billy Wilder 1970-es krimi-vígjátékában, a Sherlock Holmes magánéletében hasonlóan jó érzékkel alakította a rejtélyes és kiismerhetetlen kémnőt, Gabrielle Valladont. Nimfomán özvegyasszonyt alakított sikerrel Bertrand Blier rendező 1979-es Hidegtál című krimi-komédiájában. Későbbi filmjeiben is igényesen alakított vonzó, intelligens és titokzatos szépasszonyokat.
Rendszeresen játszik francia színpadokon, emellett rendszeresen tart színművészeti kurzusokat is. 1979-ben a párizsi Chaillot Színházban Rainer Werner Fassbinder Petra von Kant keserű könnyeinek francia színpadi változatában ő játszotta a címszereplőt, Petra von Kantot. Alakításáért 1980-ban a kritikusok szövetsége neki ítélte a legjobb színésznőnek járó díjat (meilleure comédienne du Syndicat de la critique). Filmes életművéért 2013. július 26-án -ban Puget-Théniers-ben megkapta a Mozirajongók Egyesületének elismerését.

### Magánélete
1959. április 11-én Châteaufort-ban házasságot kötött Jean-Claude Bujard bankárral, két gyermekük született. 
Idős korától Page ritkábban lépett fel, visszavonulása után kevesebb interjút adott, ezekben érdekes régi szerepeire emlékezett és az idősgondozó személyzettel kapcsolatos nehézségeiről beszélt. Geneviève Page a méltósággal meghalás jogáért küzdő francia civil szervezet (Association pour le droit de mourir dans la dignité, ADMD) vezetőségének tagja.
- Reklámfotó a Youngblood Hawke filmhez (1963)
- 1963-ban
- 1987-ben

## Főbb filmszerepei
- 1950: Pas de pitié pour les femmes; Carole de Norbois
- 1952: Királylány a feleségem (Fanfan la tulipe); Pompadour márkinő
- 1952: Plaisirs de Paris; Violette / Denise
- 1953: Lettre ouverte; Colette Simonet
- 1954: Monsieur Bard különös óhaja (L’étrange désir de Monsieur Bard); Donata
- 1954: Nuits andalouses; Dominique de Bellecombe
- 1955: Cherchez la femme; Barbara Van Looren
- 1956: Külügyi intrikák (Foreign Intrigue); Dominique
- 1956: The Silken Affair; Genevieve Gerard
- 1956: Sztrogoff Mihály (Michel Strogoff); Nadia Fédorovna
- 1957: Amour de poche; Edith
- 1957: Agguato a Tangeri; Mary Bolevasco
- 1960: Song Without End; Marie d’Agoult grófné
- 1961: El Cid; Urraca hercegnő
- 1962: La nuit des rois; tévéfilm; Viola
- 1963: A nap és az óra (Le jour et l’heure); Agathe Dutheil
- 1963: L’honorable Stanislas, agent secret; Ursula Keller
- 1964: Youngblood Hawke; Frieda Winter
- 1964: La chambre; tévéfilm; Eve
- 1965: A főkomornyik (Le majordome); Agnès des Vallières
- 1965: Három szoba Manhattan-ban (Trois chambres à Manhattan); Yolande Combes
- 1966: Kedves csirkefogó (Tendre voyou); Béatrice Dumonceaux
- 1966: Les corsaires; tévésorozat; Mary Brown
- 1966: A nagy verseny (Grand Prix); Monique Delvaux-Sarti
- 1967: A nap szépe (Belle de jour); Madame Anaïs
- 1968: Decline and Fall… of a Birdwatcher; Margot Beste-Chetwynde
- 1968: Mayerling; Marie de Larisch grófné
- 1970: Sherlock Holmes magánélete (The Private Life of Sherlock Holmes); Gabrielle Valladon
- 1971: Bröder Carl; Karen Sandler
- 1973: Az azték pap átka (A Talent for Loving); Delphine
- 1973: Décembre; Béatrice de St-Mérand
- 1975: La chasse aux hommes; tévésérozat; összes epizódban; Angèle de Viborne
- 1979: Hidegtál (Buffet froid); özvegy Geneviève Léonard
- 1983: Végzetes kaland (Mortelle randonnée); Madame Schmidt-Boulanger
- 1987: Tökéletes kezelés (Beyond Therapy); Zizi
- 1987: Ária (Aria); „Les Boréades” című rész; névtelen szereplő
- 1987: Cartoline italiane; Silvana
- 1989: Les bois noirs; Nathalie Dupin
- 1991: Les gens ne sont pas forcément ignobles; tévéfilm; Simone
- 1992: Idegen a házban (L’inconnu dans la maison); Bernadette
- 1999: Szerelmesek (Lovers); Alice
- 2000: Mémoires en fuite; tévéfilm; Jeanne Lemoyne
- 2003: Rien que du bonheur / Don’t worry, be happy; Martha Loncle

## További információ
- Geneviève Page a PORT.hu-n (magyarul)
- Geneviève Page az Internetes Szinkronadatbázisban (magyarul)
- Geneviève Page az Internet Movie Database-ben (angolul)
- Geneviève Page a Rotten Tomatoeson (angolul)
- Geneviève Page az AlloCiné weboldalán (franciául)
- Geneviève Page Profile (angol nyelven). famousfix.com. (Hozzáférés: 2024. június 20.)
- Geneviève Page (német nyelven). Filmdienst.de
- Geneviève Page (magyar nyelven). MAFAB.hu